# Namyślin
Namyślin [naˈmɨɕlin] (en alemán: Neumühl) es una localidad situada en el municipio (gmina) de Boleszkowice, en el distrito de Miślibórz, voivodato de Pomerania Occidental, Polonia. Según el censo de 2021, tiene una población de 338 habitantes.